# آرون هیدن (بازیکن فوتبال)
آرون هیدن (انگلیسی: Aaron Hayden؛ زادهٔ ۱۶ ژانویهٔ ۱۹۹۷) بازیکن فوتبال اهل بریتانیا است.
از باشگاه‌هایی که در آن بازی کرده‌است می‌توان به باشگاه فوتبال ولورهمپتون واندررز، باشگاه فوتبال کارلایل یونایتد، و باشگاه فوتبال نیوپورت کانتی اشاره کرد.